# Castell de Komoro
El castell Komoro (小诸城, Komorojō) és un castell japonès del tipus hirayamashiro localitzat a Komoro, a la Prefectura de Nagano, Japó. Va ser construït pel llegendari Takeda Shingen l'any de 1554. En 1590, Sengoku Hidehisa va esdevenir el daimyo del han per la qual cosa va prendre possessió del castell. A Hidehisa el va succeir el seu fill, Sengoku Tadamasa, qui es va encarregar de realitzar diverses millores a la fortalesa i els fonaments del tenshu daten d'aquesta època. El tenshu va patir un greu incendi durant el període Edo pel que es va destruir.

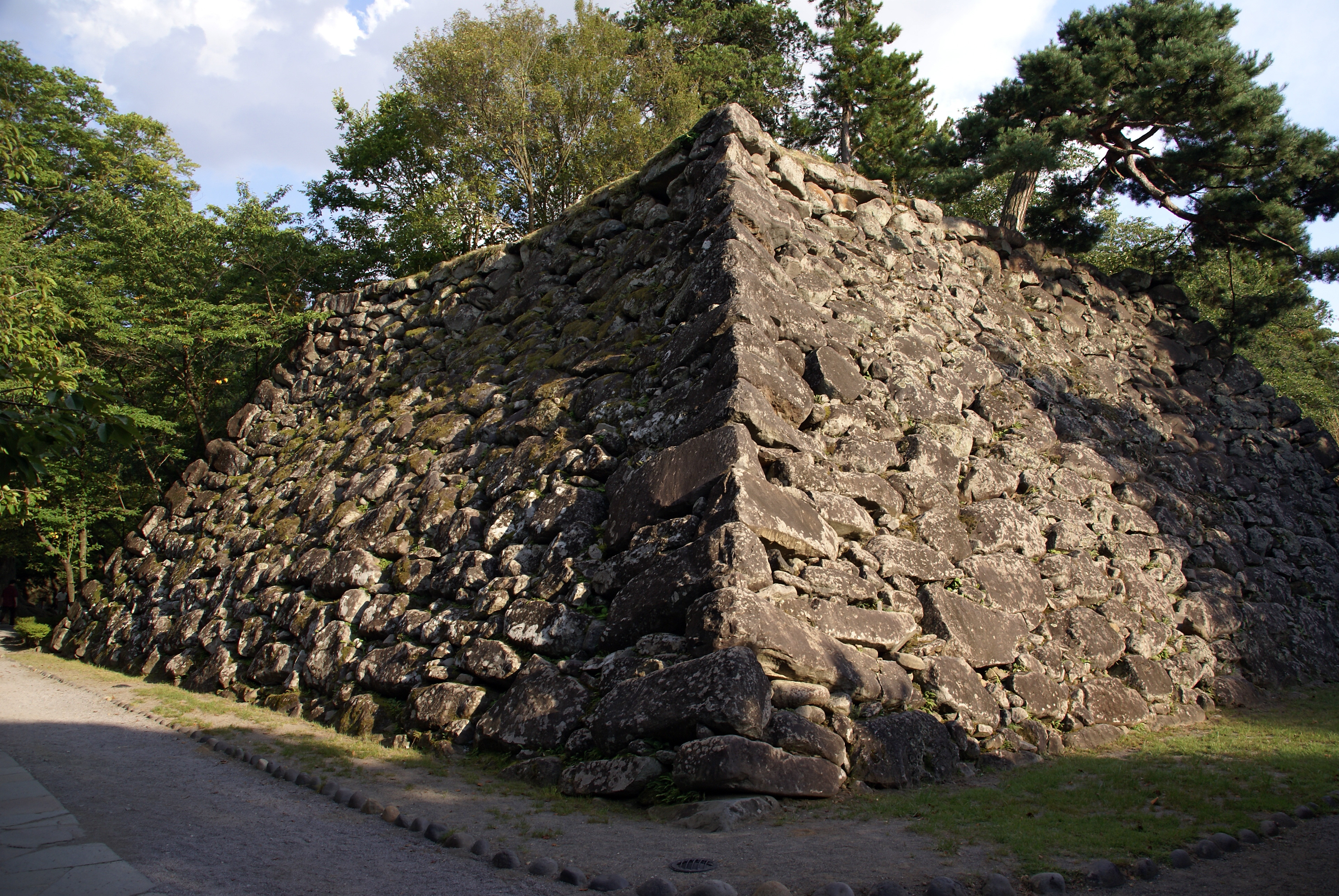
Fonaments del tenshu.

Gran part del que va quedar del castell va ser enderrocat durant la Restauració Meiji el 1871.
Actualment les ruïnes així com les portes Ote i Sanno estan obertes al públic i han estat declarades com Propietat Cultural Important pel govern d'aquest país.